# 兩岸協議監督條例草案
《兩岸協議監督條例》是中華民國研議中的法律，最初由太陽花學運參與者提倡，為該學運的主要訴求之一。目的在使海峽兩岸簽訂的各項協議能獲得國會與全民的監督與參與。包括朝野與太陽花學運等相關人士提出，共有8種版本草案，於2016年4月15日在立法院內進行相關審議。
兩岸監督條例要立法，但朝野立委連法案名稱都無共識，之後民進黨決定不另訂新法，改修《台灣地區與大陸地區人民關係條例》，增訂第5之3條，訂出規範，立法院也在2019年5月底完成三讀。
根據修法內容，兩岸協商簽署政治協議，應經國會「雙審議」，並舉辦全國性公民投票通過後，才能簽署、換文，由總統公布生效。
兩岸協議要經過三關，涉及具憲政或重大政治影響的議題之協議，行政院應在協商開始90日前，向立法院提出協議締結計畫及憲政或重大政治衝擊影響評估報告，經立法院審議通過後，始得開啟協商。
接著在待完成談判協商後，應在15日內報請總統核定，總統核定後15日內行政院應公開協議草案完整內容，函送立法院審議，報告協議過程並再次作成憲政或重大政治衝擊影響評估，立法院應舉行聽證。
協議草案經全體立法委員3/4出席，及出席委員3/4同意，再由行政院將協議草案連同公民投票主文、理由書交由中央選舉委員會辦理全國性公民投票，且獲有效同意票超過投票權人總額之半數者，即為協議草案通過，最後經負責協議機關簽署、換文後，呈請總統公布生效。
另外修法也明定，主權國家地位與自由民主憲政秩序之毀棄或變更，不得作為政治議題談判及協議項目；違反本條規定所為之政治議題協商或約定，無效。
修法內容讓兩岸間若要簽署協議，要比照修憲程序，門檻相當高，再加上公投程序，有效同意票需超過選舉人總額之1/2，以落實談判公開透明、國會監督及人民參與。

## 背景
從2008年6月起，海峽兩岸兩會恢復制度化協商以來，迄2014年4月已簽署21項協議，涵蓋經貿、金融、交通、社會、衛生及司法互助各層面。
2013年6月，臺灣海峽兩岸政府共同簽署海峽兩岸服務貿易協議，中華民國政府立即將協議文本送請立法院備查，後經立法院朝野協商改為審查案，但歷經三個會期仍未審查通過。
2014年3月17日下午，立法院內政委員會召委張慶忠，將兩岸服貿協議排入聯席會審查，但朝野委員對會議召開有不同意見，張慶忠委員在一片混亂中，以無線麥克風逕行宣布完成服貿協議審查，並將協議送交院會存查，引發學生及公民團體反對，發起佔領立法院的之活動，演變為太陽花學運。學生要求「先制定兩岸協議監督條例、再用其審查服貿」。
2014年3月28日，國民黨黨團召開記者會表示，「國民黨團今年提出監督4步驟，但社會大眾若認為要法制化，國民黨團不排除入法或修法。若政院願意提出修法，黨團尊重，但審查服貿與建立兩岸監督機制，是可以同步進行，不能有先後」。
2014年3月29日，馬英九總統召開中外記者會對此表示，已承諾，將促請朝野立委儘速完成兩岸協議監督機制的法制化，未來尚未簽訂或簽訂後尚未送到立法院的兩岸協議，都可藉由這個監督機制受到更周延的監督；但對於已經簽訂並且送到立法院審議的協議，可以同時進行審查，並行不悖，以免再走向委員會專案報告或召開公聽會的回頭路。
2014年3月31日，民進黨立法院黨團表示，民進黨團主張「本會期只有立法、沒有審查」，修正完成兩岸協議監督條例的專法，立法後再審服貿。馬英九總統則進一步表示，政府支持「兩岸協議監督機制法制化」，並希望立法院在本會期結束前能完成立法。4月1日，太陽花學運學生代表林飛帆、陳為廷認為，兩岸協議監督法制化為雙方共識，樂見陸委會將提出相關草案，呼籲馬總統承諾將各版草案儘速付委。

## 兩岸協議監督條例草案版本
兩岸協議監督條例草案版本，一共有多個版本。

### 行政院版
2014年4月3日，行政院提出「臺灣地區與大陸地區訂定協議處理及監督條例」草案。2016年6月23日，該草案被新上任的林全內閣撤回。
1. 分四階段向立法院及社會大眾進行溝通以及諮詢：監督專法明定行政機關在辦理兩岸制度化協商時，應分別依「協商議題形成階段」、「協商議題業務溝通階段」、「協議簽署前階段」、「協議簽署後階段」等四個階段，向立法院及社會大眾進行溝通以及諮詢，所得意見作為未來談判參考。外界有批評行政院版內容不具備協定締結計畫，惟依草案第6條規定，於協商議題形成階段，行政機關應向立法院說明協商規劃初步內容、期程、範圍和目標，即為類似締結計畫的設計。
2. 通過國安審查後才能繼續協商並簽署：監督專法建構兩岸協商議題之國家安全評估標準流程，要求協議的主管機關應將協商議題及內容，先進行國家安全評估，提報行政院跨部會審查，之後再提報國家安全會議進行複審，確保兩岸協議不會有危害國家安全之問題，才可以繼續辦理後續協商及協議簽署事宜。外界關切兩岸協議是否有完整的影響評估，行政院版草案已規定相關機關應就國防、外交、兩岸、產業、社會各層面提出衝擊與影響評估報告，並在通過審查後，向立法院及社會說明影響評估及因應方案，有完整的影響評估機制及配套措施。
3. 明定兩岸協議審議及備查的相關程序：參考立法院職權行使法、司法院大法官解釋意旨，以及立法院議事前例，納入兩岸協議在立法院審議或備查的相關程序，與現行涉外條約及協定的處理流程一致，可以避免兩岸協議長期懸而不決。
4. 明定協商原則、保密義務、利益迴避：監督專法中規定辦理兩岸協商的協商原則（對等、尊嚴、互惠、確保國家安全、互不干涉內政、和平共處等），也規定參與協商的人員應負有的保密義務、利益衝突迴避義務。

#### 批評
學運學生及公民團體召開記者會批評政院版草案:
1. 立法院對於兩岸協議只能包裹表決，全案通過或全案否決，一個字都不能修改。
2. 立法院即使把備查改審議，3個月未完成審議，視為通過，「張慶忠條款」。
3. 衝擊影響評估只有國安會國家安全審查，無民間、國會參與，虛應故事。
4. 談判大致完成，木已成舟後，才開公聽會。
5. 簽署前才向委員會做正式報告；在此之前，只與國會少數人私下溝通，是「只能聽報告的密室政治」。
6. 資訊不公開，依舊黑箱。
7. 無明訂人權保障，缺乏人權視野。
8. 無衝擊影響之具體因應方案，弱勢保障不足。
9. 無公投相關規定，違反國民主權原則。

#### 針對學生及公民團體批評之回應
1. 立法院可以修改，但協議只要一部分沒有通過，就等於全案否決，必須重啟協商，這是依國際談判慣例
2. 立法院可將備查改為審查，但為避免未涉法律修訂之兩岸協議長期躺在立法院懸而未決，因此，準用立法院職權行使法的規定。
3. 政院版「國家安全審查機制」，就是嚴謹程序的「衝擊影響評估機制」。
4. 政院版於「協商議題形成階段」、「協商議題業務溝通階段」、「協議簽屬前階段」、「協議簽屬後階段」四個階段，都可以舉辦公聽會。
5. 政院版於四個階段，都要向立法院正副院長、朝野黨團、相關委員會、召集委員與委員等進行報告與說明，也會配合委員會做專案報告，將徵詢到的意見都作為協商的參考。
6. 政院版於四個階段，都必須項產業及大眾溝通諮詢，民眾可以充分表達意見。
7. 政院版草案已含有維護人權的意義，如果協商涉及具體人權議題，政府向來也都積極爭取，如投保協議的限制人身自由通報、司法互助協議的受刑人接返等。
8. 政院版草案有產業的因應方案及補救措施，對弱勢產業有保障。
9. 關於公民投票，公民投票法已有相關規定，可依其規定處理，無需疊床架屋。且倘若協議如涉及憲法修正、領土變更，應依憲法增修條文之規定處理，不能以法律規定之。[12]

### 民間版（學運版）
臺灣守護民主平台與反黑箱服貿民主陣線委託民進黨立委尤美女提出「兩岸協定締結條例草案」。
1. 明訂協定辦理機關、救濟程序、向國會報告之義務與國會同意、資訊公開程序、配套法案包裹審查等。
2. 主要之立法精神包括5大原則，即「公民能參與、資訊要公開、人權有保障、政府有義務、國會能監督」。
3. 監督過程分為「計畫、協商、影響評估、監督」進行。
4. 進行協商之前，公布締結計畫及草案
5. 進行協商之前，主管機關應先向立法院報告，透過公聽會納入民意參與。而進入協商期間後，過程必須公開。
6. 協商時若有任一方違反人權互惠保障之義務時，另一方有權請求磋商並得終止協定。
7. 協定締結機關於正式簽署兩岸協定前向立法院提出影響評估報告及影響因應方案之義務，人民或民間團體亦得向立法院提出相對應之影響評估報告或各機關未予辦理之影響評估報告。
8. 協議正式簽署後，行政院與立法院若認定有重大影響，可以經過實質審議決定是否生效。
9. 協議涉及主權、政治事項，必須經過公民投票複決。
10. 立法院審查時，除全案通過或否決外，亦可逐條修正、附加條款或保留。

#### 批評
1. 不符合憲法兩岸定位：「兩岸協定締結條例草案」採國與國關係，不符合憲法增修條文第11條及兩岸條例對兩岸關係之定位，亦將影響九二共識基礎的兩岸制度化協商。
2. 不符權力分立原則，立法院有球員兼裁判之嫌，權責劃分混淆：兩岸協定締結條例草案第9條規定，立法院得以院會決議，對協定締結計畫提出修正意見、附加附款或保留；第10條規定，行政部門未能依立法院決議之修正意見、附加附款或保留完成協商者，應於立法院決議變更意見、修改保留與附加附款前，停止協商。這些規定並非單純事前監督，等於由立法權完全指揮行政部門進行協商談判，是否符合憲法權力分立原則，引發爭議。而且，若是協議完成簽署後產生問題，立法權和行政權的責任難以釐清。
3. 談判的籌碼與底牌提前外洩：兩岸協定締結條例草案協定締結計畫之內容，包括主要爭點與因應策略，是否可能導致談判的籌碼與底牌提前外洩，影響談判進行，也影響國家安全與利益，引發爭議。
4. 談判人員責任過苛，影響談判人員談判意願：兩岸協定締結條例草案第8條規定，相關人員違反第6條第3項規定，致生損害於中華民國臺澎金馬人民對中華民國臺澎金馬主權者，處7年以上有期徒刑，然條文中何謂影響主權及損害主權的定義不明，如果採廣義解釋，可能包括空運、海運、貨幣清算、司法互助等議題，可能不符罪刑法定主義所揭示的構成要件明確原則，另僅因程序未完備，即科重刑，亦不符比例原則。而協商談判團隊在擔憂後續動輒被彈劾甚至科以刑責之下，是否因而畏首畏尾、裹足不前，反而無法積極爭取國家利益。
5. 延宕協議簽署時程：兩岸協定締結條例草案規定協商前等90天，協商完成後再等180天才能簽署，不算正式談判時間，每項協議至少在立法院270天。是否延宕協議簽署時程，錯失時機，也引發爭議。
6. 溯及既往，影響民眾既有權益：兩岸協定締結條例草案規定施行前已簽署生效之兩岸協議，尚未經立法院議決通過者應經立法院議決通過，否則自始不生台灣法效力。然而，這可能違反法安定性，也有可能影響國家利益與民眾權益，例如通緝犯無法遣返、傳染病無法通報、觀光客不能來臺等。

### 民主進步黨版
民進黨提出「兩岸訂定協議監督條例」草案，根據條文內容，立法院對於協議草案之審定，應於90日內完成，對協議本文之審查，應於30日內完成，但經決議可以展延10日，協議草案與協議本文之審查若逾期未完成，視為同意。
- 新版則改稱「兩岸訂定協議監督條例草案」，並在第1條說，「本條例未規定者，適用《台灣地區與大陸地區人民關係條例》及相關法規規定」。 新版的草案規定，兩岸簽署協議前、中、後三階段則都有應遵守的程序，簽署前陸委會應向立法院提出專案報告並備質詢，報告內容包括在談判前要提出談判計畫，談判中要說明正式談判進展，談判後要說明預期效益、國家安全影響與其因應措施。

- 為落實資訊公開、人民參與，陸委會在談判前要先蒐集輿情反應、掌握利害人關係需求，談判中要持續聽取各界意見，談判後要持續掌握利害關係人受協議施行的影響情形，並向立院報告。

- 向立院報告的最高層級閣員是陸委會主委。協議經立法院審議若未通過，陸委會應通知對方，「視需要作後續處理」[15]。

#### 批評
2016年4月15日上午，已經退伍的林飛帆在立法院前，抗議民進黨版的兩岸監督條例草案，不符合學運版的內容。